# بيل ديفيز
بيل ديفيز (بالإنجليزية: Bill Davies)‏ (26 أغسطس 1906 في المملكة المتحدة - 1 أكتوبر 1971) هو لاعب كريكت بريطاني. لعب مع نادي مقاطعة غلاموركن للكريكت ‏.